# پیره‌کشکول - قبوستان
پیره‌کشکول - قبوستان (به لاتین: Pirəkəşkül-Qobustan) یک منطقه مسکونی در جمهوری آذربایجان است که در شهرستان آب‌شوران واقع شده است. این ناحیه ۱۹۶۷ نفر جمعیت دارد.